# Procession à Séville III
Procession à Séville III és un curtmetratge de no ficció creat per Auguste i Louis Lumière entre 1898 i 1899.
 Els germans Lumière van utilitzar un cinematògraf per filmar aquesta pel·lícula a Sevilla.

## Argument
Procession à Séville III representa la celebració tradicional espanyola de la Setmana Santa, retratant l'Espanya del segle xix. Aquest enregistrament inclou una tradicional cercavila i corrides de toros a Espanya, que representa com es celebrava aquesta festa en aquella època. Al principi, el curtmetratge mostra la Cercavila de la Processó des del Cristo de los Dolorrs. Aquesta celebració té lloc durant la Setmana Santa a Sevilla que se celebra una setmana abans de Setmana Santa. Inclou carros decorats que són arrossegats pels carrers de la ciutat per Portadors. Els Penitentes, vestits amb túniques i capa, desfilen junts en la processó juntament amb els carros i altres persones amb indumentària tradicional i formal Durant la celebració taurina, el banderillero amenitza el bou i juga amb ell, mentrestant un Picador (llancer) entra a l'espectacle. El Picador va a cavall i aconsegueix apunyalar el bou. El curtmetratge mostra el procés de la tauromàquia i com cada participant juga el seu paper concret, així com la tradicional cercavila.

## Producció i desenvolupament

### Producció
Per crear el curtmetratge, els germans Lumière van utilitzar un cinematògraf, un nou aparell de projecció que es començava a utilitzar en aquell moment. Els germans van enviar diferents equipaments per tot el món. per filmar diverses escenes i imatges. Dos dels principals llocs de rodatge van ser França i Espanya. Aquest curt no ficció va suposar la primera vegada que algú rodava la Setmana Santa espanyola.

## Distribució i recepció
Les primeres 1.000 còpies d'aquesta pel·lícula van ser distribuïdes per Auguste i Louis Lumière. Procession à Séville III es va trobar més tard en una bobina de 16 mm i un videocasset, juntament amb altres 46 pel·lícules de Lumière. Després d'això, la Biblioteca del Congrés dels Estats Units així com la Biblioteca Digital Mundial, aquesta última creada per la UNESCO per tal de distribuir continguts culturals i acadèmics, va distribuir el vídeo en format digital a través d'Internet.